# Río Sorbe
El Sorbe es un curso de agua del interior de la península ibérica, principal afluente por la derecha del río Henares. El río, que discurre por la provincia española de Guadalajara, nace de la unión de varios arroyuelos en la sierra de Pela, cerca de Campisábalos, pero no empieza a tomar mayor caudal hasta su unión con el río Lillas en el hayedo de Tejera Negra, cerca de Cantalojas. Desemboca en el Henares a la altura de Humanes. 

## Curso

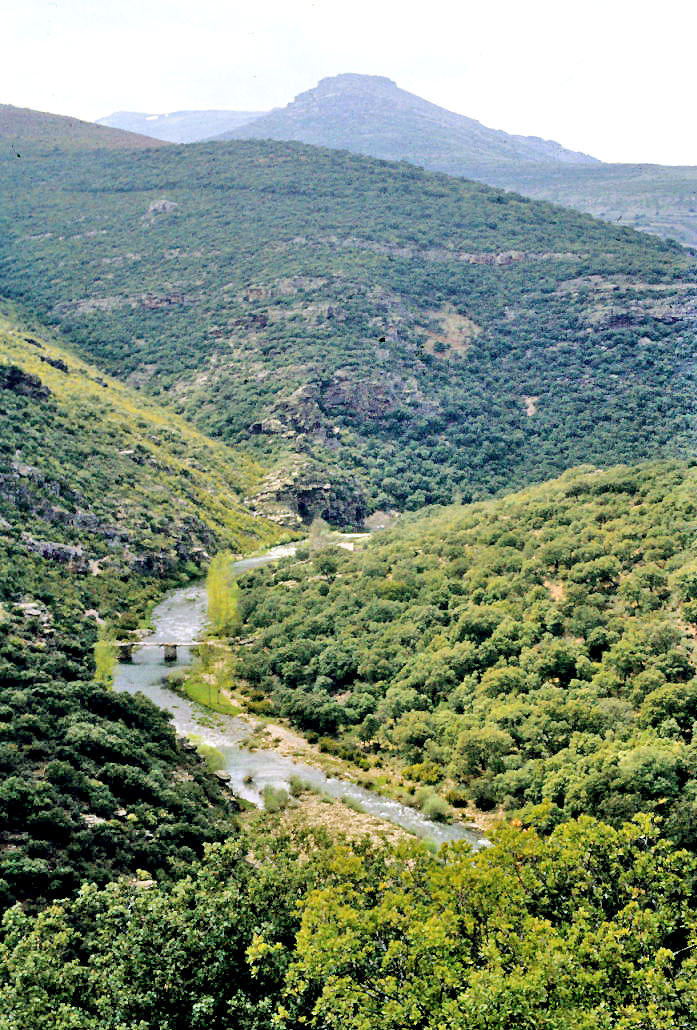
Río Sorbe entre los términos municipales de La Huerce y Valverde de los Arroyos

Tiene un recorrido de norte a sur, gran parte de él dejando profundos cañones horadados en las montañas entre las sierras de Ayllón y la de Alto Rey, que sirven para la situación del azud Pozo de los Ramos y del embalse de Beleña.

## Aprovechamiento
Las aguas de este río son utilizadas para el abastecimiento de Madrid, siendo captadas para este fin desde el azud Pozo de los Ramos. Desde el embalse de Beleña se abastecen las poblaciones a las que la Mancomunidad de Aguas del Sorbe suministra agua, siendo las más importantes Guadalajara y Alcalá de Henares. Desde un azud, situado un kilómetro antes de su desembocadura en Humanes, también se realiza una captación destinada al suministro de Alcalá de Henares, que compatibiliza con el suministro anteriormente citado.
También existe un proyecto de conexión entre los ríos Sorbe y Bornova para mejorar la garantía de suministro a los municipios abastecidos por la Mancomunidad de Aguas del Sorbe, utilizando la capacidad de regulación del embalse de Alcorlo. En las variantes de este proyecto se plantea la captación en el azud Pozo de los Ramos, recrecido o no, o en distintos puntos aguas arriba de este. La alternativa propuesta es la construcción de un nuevo azud en la cola del anterior, si bien el proyecto recibió una calificación negativa de impacto ambiental.

### Cartografía
- Hojas 432, 459, 460, 485 y 486 a escala 1:50.000 del Instituto Geográfico Nacional.